# Die scharfe Schere

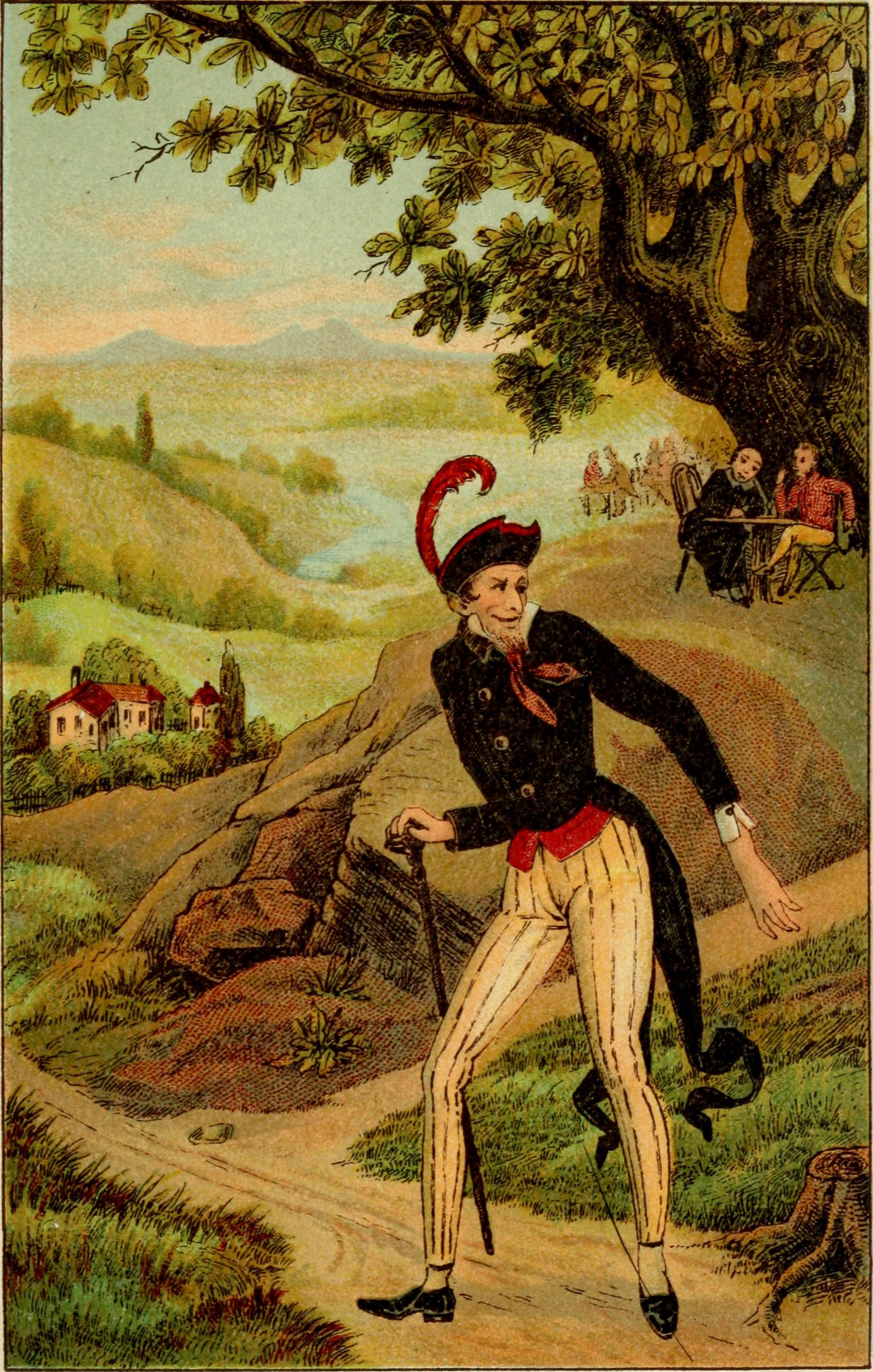
Illustration, 1890

Die scharfe Schere ist ein Märchen (AaTh 810 A). Es steht in Ludwig Bechsteins Neues deutsches Märchenbuch an Stelle 16.

## Inhalt
Zu einem armen, frommen Schneider kommt ein Geselle, der ihm rasch viele Aufträge bringt. Doch er rät auch zu Betrug und meckert höhnisch über alles Heilige. Er sieht aus wie ein Ziegenbock, fasst das Gesangbuch nicht an und geht nicht zur Kirche. Bei einer Schlägerei unter Gesellen ist er Anführer. Auf Rat des Pfarrers schneidet der Schneider ihm den Schwanz ab. Man verehrt ihn als Held. Der Teufel begegnet seither ohne Schwanz.

## Herkunft
Bechstein merkt an: „Volksmündlich in Franken. und zwar mit lokaler Färbung; es ist dieser Sagenstoff aber so echt märchenhaft, daß ich denselben gern in die vorliegende Form umdichtete.“ Die Quelle ist laut Hans-Jörg Uther nicht zu ermitteln. Die Geschichte steht gleichnamig in Bechsteins Sagen. „Camera obscura“ nannte man offenbar den Abfallbehälter für Stoffreste, der Teufel sagt „Hölle“ dazu. Er nimmt kein Salz zum Essen, vgl. Nr. 48 Klare-Mond. „Exorciso te, creatura daemonica!“ heißt „Ich treibe dich aus, teuflisches Wesen!“ Der Schluss macht den Text zur Erklärungssage, vgl. Grimms Des Herrn und des Teufels Getier.